# Kobusynaptopsis ruginotus
Kobusynaptopsis ruginotus is een keversoort uit de familie bladrolkevers (Attelabidae). De wetenschappelijke naam van de soort werd in 1899 gepubliceerd door Léon Marc Herminie Fairmaire.